# Бутылка вина из Шпайера

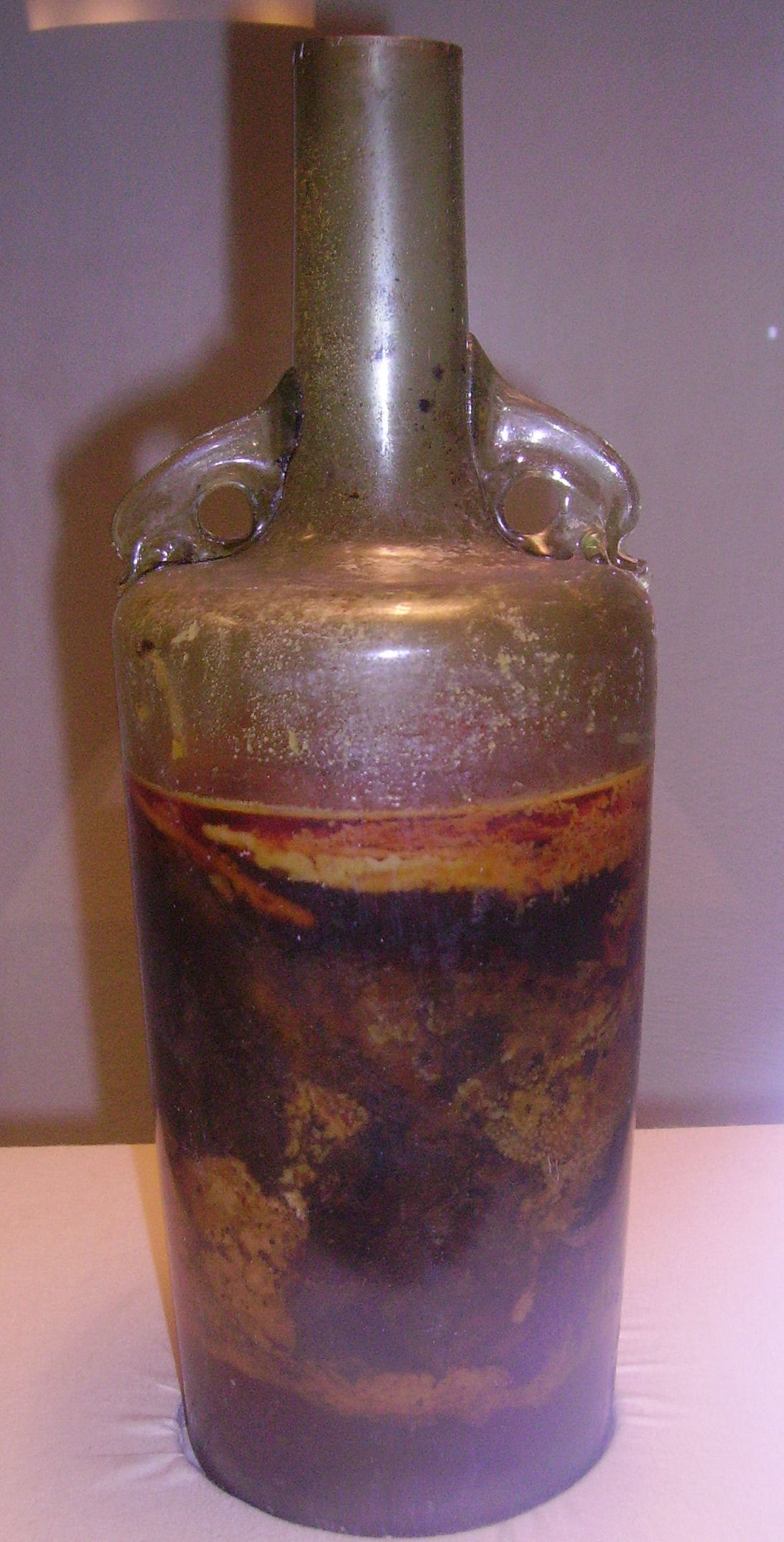
Бутылка вина из Шпайера

Бутылка вина из Шпайера (также Römerwein) — запечатанный сосуд с жидким вином, обнаруженный в римской гробнице недалеко от Шпайера, Германия. Считается самой старой известной бутылкой вина в мире.

## История
Бутылка была обнаружена в 1867 году на территории современной земли Рейнланд-Пфальц в Германии, недалеко от Шпайера, одного из старейших поселений в этом районе, во время раскопок в гробнице римского аристократа IV века н. э. В гробнице находилось два саркофага, в одном из которых были останки мужчины, а другом — женщины. Согласно одному из источников, этот человек был римским легионером, а вино предназначалось для его пребывания на небесах. Из шести стеклянных бутылок в саркофаге женщины и десяти сосудов в саркофаге мужчины только в одной всё ещё содержалась жидкость. С тех пор этот артефакт стал известен как «самая старая бутылка вина в мире».
Закрытая бутылка была датирована между 325 и 350 годами н. э. Она представляет собой 1,5-литровый стеклянный сосуд желто-зеленого цвета с «плечами» как у амфоры и ручками в виде дельфина.
С момента обнаружения она экспонируется в разделе Музея вина Исторического музея Пфальца в Шпайере и всегда находится в одном и том же месте: в Tower Room музея.

## Сохранность вина
Хотя содержимое бутылки потеряло этанол, согласно анализам часть жидкости когда-то была вином. В нижней трети сосуда находится прозрачная жидкость и смесь, похожая на канифоль. Вино, вероятно, было произведено в том же регионе и было разбавлено смесью из трав. Сохранность вина объясняется большим количеством густого оливкового масла, добавленного в бутылку для защиты вина от воздуха, а также тем, что бутылка запечатана горячим воском. Петроний (ок. 27 – 66 г. н. э.) в романе «Сатирикон» пишет о запечатанных гипсом бутылках, здесь применён аналогичный приём. Однако использование стекла для изготовления бутылки необычно, так как римское стекло было слишком хрупким.
Хотя учёные рассматривали вопрос о доступе к содержимому бутылки для дальнейшего анализа, на 2018 год бутылка оставалась закрытой из-за опасений воздействия воздуха на жидкость. Куратор музея Людгер Текампе заявил[когда?], что не заметил никаких изменений в бутылке за последние 25 лет. Профессор энологии Моника Кристман из Университета Хохшуле Гайзенхайм сказала: «Микробиологически вино, вероятно, не испорчено, но оно не даст радости во вкусе».

## Заметки
1. ↑  Точнее, бутылка из Шпайера — это самое старое из сохранившихся вин, в отличие от самых старых известных остатков вина (в виде порошкообразного остатка), которые датируются 6000 г. до н.э.[6]
2. ↑  В этом же музее хранится «самая старая винная бутылка в Германии, которая до сих пор полностью заполнена вином», обнаруженная в 1913 году с 1687 годом сбора винограда (с виноградника Штайнауэр около Наумбурга).